# West Hartlepool
West Hartlepool est la partie ouest du borough d'Hartlepool dans le comté de Durham en Angleterre. Cette zone portuaire a été créée en 1854 lors du raccordement des docks et des voies ferrées menant aux chantiers navals.

## Historique
Au début du XIXe siècle la population de Hartlepool n'était que de 993 habitants dont la majorité subsistaient de la pèche. Le développement du port est lié au développement du trafic ferroviaire, avec en particulier la ligne ouverte vers Billingham en 1833, puis la Stockton and Hartlepool Railway en 1839. Le West Hartlepool Harbour and Dock a ouvert en 1847, et s'est orienté vers la construction navale. En 1881 la population était de 28 000 habitants

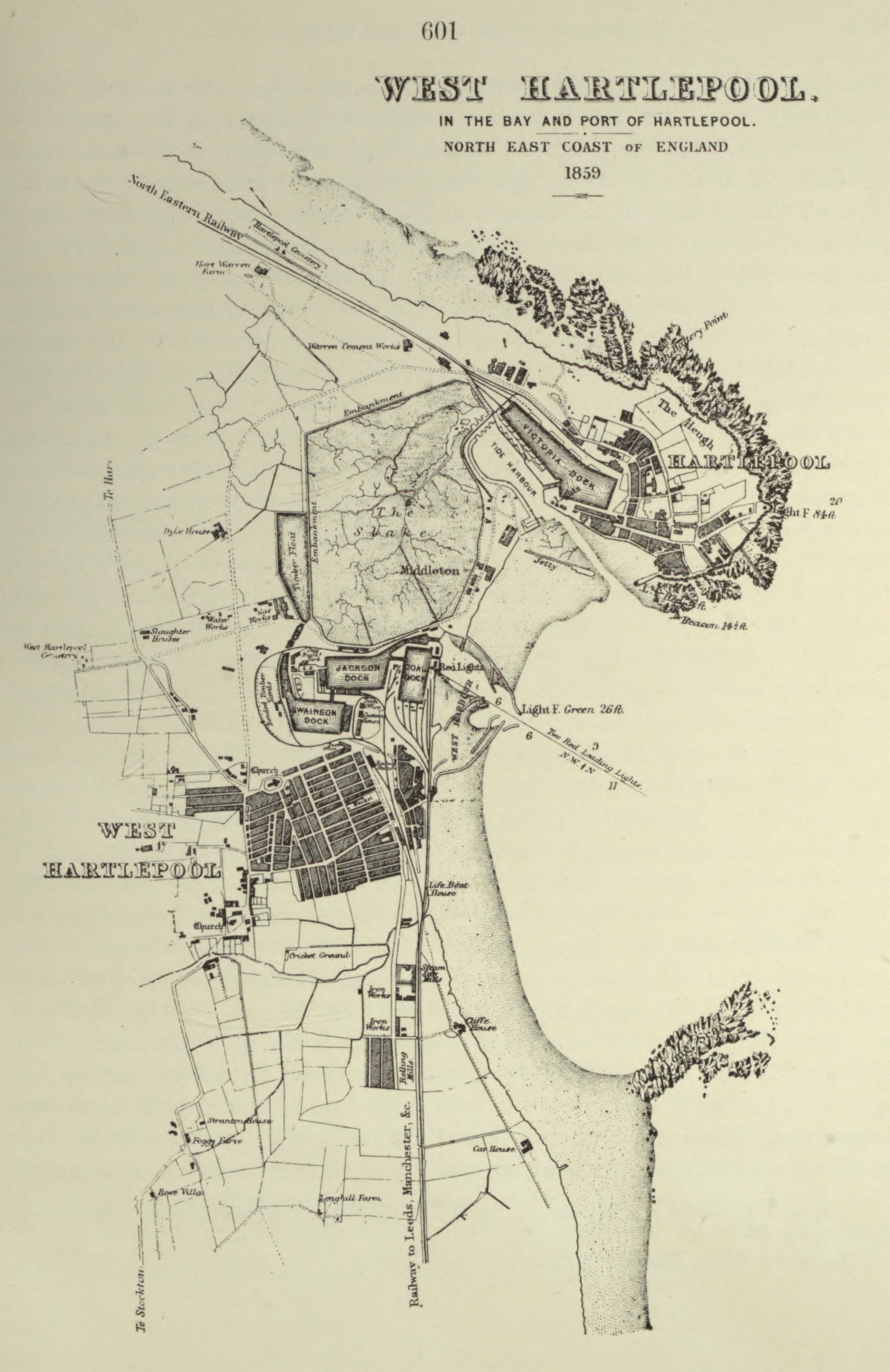
Plan de West Hartlepool en 1859
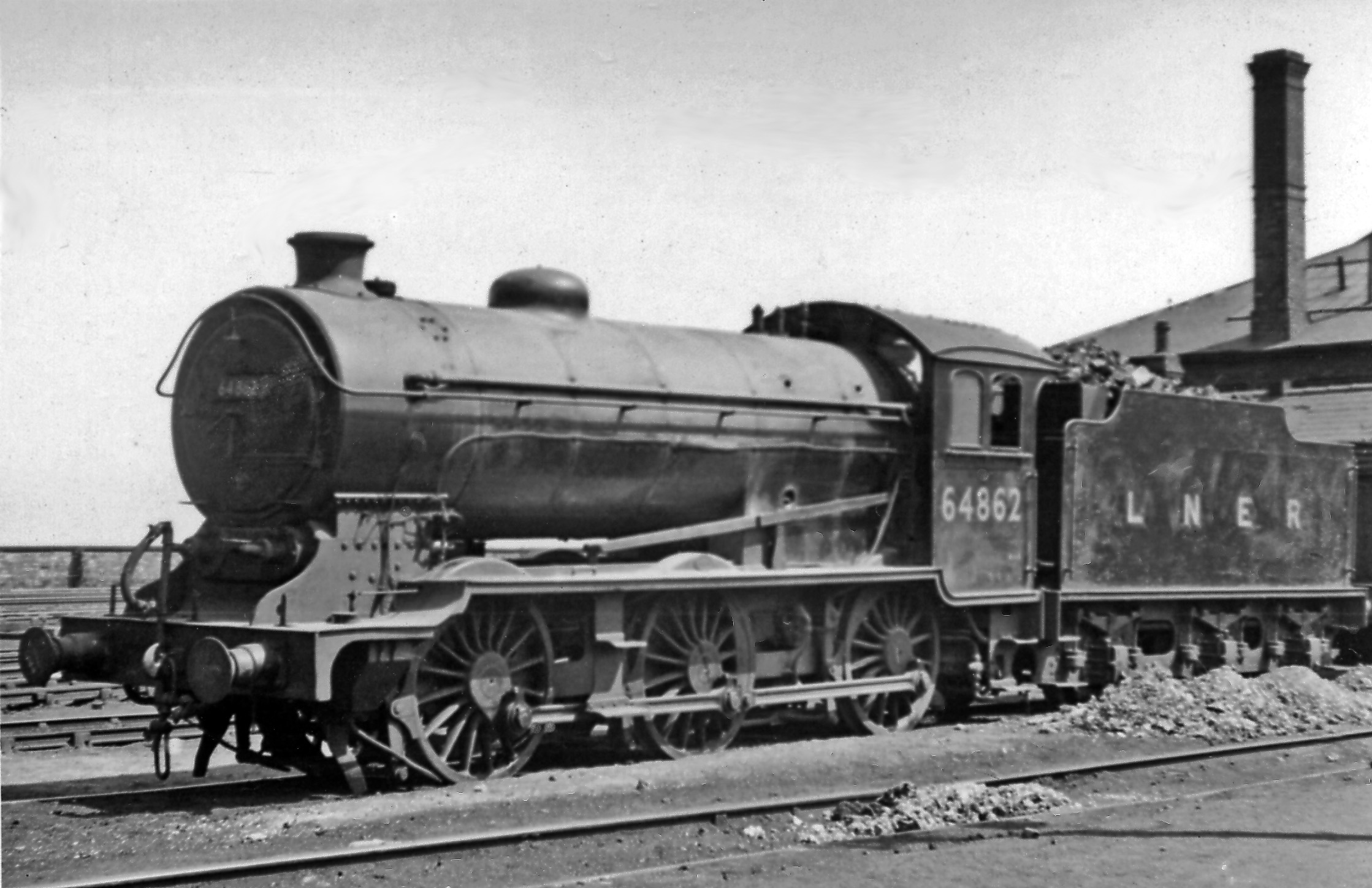
Locomotive au dépôt de West Hartlepool en 1954